# Teles Pires
Teles Pires (znana również jako São Manuel) – rzeka w środkowej Brazylii. Ma 1400 km długości. Wypływa pod nazwą Paranatinga w paśmie górskim Serra Azul (dział wodny między dorzeczami Amazonki i Paragwaju) w środkowej części stanu Mato Grosso. Płynie głównie w kierunku północno-zachodnim, łączy się z rzeką Juruena, tworząc rzekę Tapajós, będącą dopływem Amazonki. Na odcinku 320 km rzeka stanowi część granicy między stanami Pará i Mato Grosso. Jej bieg jest często przerywany wodospadami i bystrzami.